# Грюнингер, Пауль
Па́уль Грю́нингер (Гру́нингер) (нем. Paul Grüninger) (27 октября 1891 — 22 февраля 1972) — командир полиции в кантоне Санкт-Галлен в Швейцарии, спасший 3600 евреев из нацистской Германии и Австрии во время Холокоста.

## Биография до 1938 года
Родился в городе Санкт-Галлен, на северо-востоке Швейцарии, у границы с Австрией, в 1891 году. Во время Первой мировой войны служил в армии лейтенантом. В 1915 году вместе со своей родной командой «Брюль» стал чемпионом Швейцарии по футболу. В конце войны поступил на службу в полицию в своём кантоне, где в 1925 году был произведен в капитаны и служил шефом полиции. Был также президентом Швейцарской ассоциации полицейских и активным членом Ассоциации по защите прав животных.

## В 1938—1939 годах
В марте 1938 года, после аншлюса, многие еврейские беженцы из Австрии пытались найти убежище в Швейцарии. Но уже в августе 1938 года швейцарское правительство объявило, что «корабль полон», и официально закрыло границы страны для жертв нацизма — евреев, цыган и политических оппонентов гитлеровского режима, обрекая их на уничтожение.
Пауль Грюнингер не участвовал в Сопротивлении — он был простым служащим швейцарской пограничной полиции, глубоко чтившим устав своего ведомства. Несмотря на это, в августе и сентябре 1938 года, столкнувшись с реальностью в лице тысяч измученных, объятых ужасом, лишившихся всего и оставшихся перед закрытыми границами людей, Пауль Грюнингер пренебрёг своим служебным долгом. Он был вынужден выбрать между нравственным законом и законом государства и, вместо того, чтобы задерживать беженцев и отправлять их обратно, Пауль с помощью нескольких подчинённых стал подделывать въездные документы евреев. Задним числом он проставлял в их паспортах даты въезда, предшествовавшие закрытию границ. Таким образом, въезжавшие в страну беженцы не только оставались в живых, но и приобретали официальный статус. Рисковавший жизнью капитан отказывался от любого вознаграждения. «Неповиновение служебному долгу» Пауля Грюнингера позволило спасти 3600 евреев из Германии и Австрии.
В начале 1939 года слишком большое число беженцев, прошедших за короткое время через Санкт-Галленский пропускной пункт, привлекло внимание полицейского начальства. Друг семьи Пауля, работающий на соседнем пограничном посту в Австрии, предупреждал его о грозящей опасности. Он сказал, что Пауль занесён в «чёрный список» гестапо и что он должен держаться подальше от Германии. Однако Грюнингер продолжил свою деятельность по спасению людей. Против него было заведено уголовное дело, произведено расследование, после которого Паулю Грюнингеру и его подчиненным было предъявлено обвинение в «незаконной деятельности». Последние, как выполнявшие приказ непосредственного начальника, преследованиям не подверглись, в то время как сам Грюнингер был отстранён от должности в марте 1939 года и через 6 недель уволен без права восстановления в должности и пенсии.

## Суд и приговор
Суд состоялся в октябре 1940 года. Права на выбор адвоката у Грюнингера не было, а предоставленный полицией адвокат был известным антисемитом и открыто сочувствовал нацистам. Несмотря на предрешённость приговора, все попытки обвинить Грюнингера в коррупции или объявить его психически больным провалились. 23 декабря 1942 года он был признан виновным в «мошенничестве и систематическом невыполнении служебного долга». Его оштрафовали за фальсификацию документов и нарушение должностных инструкций и приговорили к лишению свободы. На суде Пауль свою вину не отрицал, но утверждал, что единственным мотивом его действий была человечность. Подавать апелляцию он отказался.

## Посмертная реабилитация
После освобождения Паулю Грюнингеру как бывшему «уголовнику» было трудно получить работу, и он изо всех сил пытался зарабатывать на жизнь. Так и не получив постоянной работы, поддерживаемый друзьями и некоторыми спасёнными им людьми, он умер в бедности в 1972 году в возрасте восьмидесяти лет.
Между тем специально созданная ассоциация «Справедливость Паулю Грюнингеру!» на протяжении многих лет тщетно добивалась его реабилитации. В 1995 году ассоциация провела встречу, на которую приехали спасённые Грюнингером люди из Австрии, Франции, Израиля и других стран, в том числе известные юристы, журналисты и писатели. Переполненный зал требовал отмены приговора теперь уже не самому Паулю Грюнингеру, но его памяти.
В 1995 году, через пятьдесят лет после окончания войны и двадцать три года после смерти Пауля Грюнингера, в том же зале суда, где он был осуждён, другие судьи постановили возобновить судебный процесс и освободили его от обвинений. Но лишь в следующем, 1996 году Швейцария нашла в себе мужество признать свою «ошибку» и посмертно полностью реабилитировать капитана полиции, который слушался своей совести больше, чем приказов сверху.

## Увековечивание памяти
В 1971 году мемориальный институт Яд ва-Шем в Иерусалиме наградил Пауля Грюнингера Почётной медалью «Праведника народов мира». В его честь названа улица, расположенная в Писгат Зееве — северном районе Иерусалима. Посол Швейцарии в Израиле отказался посетить церемонию переименования улицы в честь Пауля Грюнингера из-за того, что эта улица расположена в районе, присоединённом к Иерусалиму по результатам Шестидневной войны. Мэр Иерусалима Ури Луполянский в письме посоветовал послу пересмотреть своё решение не присутствовать на церемонии в День Катастрофы:

«Как член семьи, которая потеряла в годы Холокоста своих близких, я бережно отношусь к памяти таких немногих героев, как Пауль Грюнингер, которые помогали еврейскому народу в наш тяжелейший час и ставили свой долг перед человечеством выше своего долга подчиняться безнравственным приказам».
В 2018 году именем Пауля Грюнингера названа улица в Ришон ле-Ционе.
Фильм «Дело о Грюнингере» Ричарда Ринальдо (1997), основанный на книге Стефана Келлера, был снят в той самой комнате суда, где спасённые еврейские беженцы, выжившие благодаря ему, спустя много лет пришли рассказать о его подвиге.
На швейцарском телевидении был показан документальный фильм режиссёра Виталия Фелисия «Капитан Грюнингер».
В Швейцарии была создана Ассоциация «Справедливость Паулю Грюнингеру!» для борьбы против расизма и антисемитизма. Одной из инициатив этого объединения была просьба к муниципалитету Санкт-Галлена о компенсации Паулю Грюнингеру ущерба за его страдания (когда он был ещё жив) и о переименовании городской площади Санкт-Галлена в честь Грюнингера, что и было сделано. В Швейцарии также есть стадион имени Пауля Грюнингера.
Имя Пауля Грюнингера выбито на мемориальной доске памятника евреям в Вашингтоне — он стал первым гражданином Швейцарии, награждённым правительством Соединённых Штатов Америки.